# Klein Schwechten
Klein Schwechten este o comună din landul Saxonia-Anhalt, Germania.